# زازا تاوادزه
زازا تاوادزه (گرجی: ზაზა თავაძე؛ زادهٔ ۹ فوریه ۱۹۷۵) رئیس دادگاه قانون اساسی گرجستان بود که در ۲۰ اکتبر ۲۰۱۶ توسط مجمع عمومی دادگاه قانون اساسی انتخاب شد. وی از سال ۲۰۱۰ تا ۲۰۱۶ معاونت رئیس دادگاه قانون اساسی گرجستان را بر عهده داشت. او ریاست کنفرانس دادگاه‌های قانون اساسی اروپا را نیز به عهده داشته‌است. او از سال ۲۰۱۷ به عنوان مدرس دانشگاه حقوق گریگول روباکیدزه مشغول فعالیت است.